# 供給側結構性改革
供給側結構性改革是中華人民共和國一項經濟政策，由中共中央總書記習近平於2015年11月在中央财经领导小组第十一次会议上提出，內容包括「去产能、去库存、去杠杆、降成本、补短板」，又称「三去一降一补」，以及降低赋税，关闭煤炭、钢铁、水泥等產能過剩工厂，严格控制产能过剩行業的信贷和补贴。而在此前2015年10月，中央財經辦公室主任劉鶴在廣東調研時已提出類似概念，指出要重視「供給側調整」，加快淘汰「殭屍企業」，化解過剩產能。
2008年金融危机之下，时任中華人民共和國國務院總理温家宝力主推动四万亿投资计划，自此導致相关產能嚴重过剩，例如中国钢铁产量已達日本、印度、美国和俄罗斯总产量的两倍以上。供給側結構性改革正是在此背景下提出。